# Campeonato Europeu de Halterofilismo de 1981
O 60º Campeonato Europeu de Halterofilismo foi organizado pela Federação Europeia de Halterofilismo em Lille, na França entre 13 a 20 de setembro de 1981. Foram disputadas 10 categorias com a presença de 149 halterofilistas de 25 nacionalidades. Essa edição foi realizada em conjunto com o Campeonato Mundial de Halterofilismo de 1981.

## Medalhistas
| Evento                       | Ouro                                  | Ouro              | Prata                               | Prata             | Bronze                                      | Bronze            |
| Mosca (até 52 kg)            | Mosca (até 52 kg)                     | Mosca (até 52 kg) | Mosca (até 52 kg)                   | Mosca (até 52 kg) | Mosca (até 52 kg)                           | Mosca (até 52 kg) |
| ---------------------------- | ------------------------------------- | ----------------- | ----------------------------------- | ----------------- | ------------------------------------------- | ----------------- |
| Arranque                     | Kanybek Osmonaliyev · União Soviética | 110,0 kg          | Jacek Gutowski · Polónia            | 110,0 kg          | Bela Olah · Hungria                         | 105,0 kg          |
| Arremesso                    | Kanybek Osmonaliyev · União Soviética | 137,5 kg          | Jacek Gutowski · Polónia            | 130,0 kg          | Bela Olah · Hungria                         | 130,0 kg          |
| Total                        | Kanybek Osmonaliyev · União Soviética | 247,5 kg          | Jacek Gutowski · Polónia            | 240,0 kg          | Bela Olah · Hungria                         | 235,0 kg          |
| Galo (até 56 kg)             |                                       |                   |                                     |                   |                                             |                   |
| Arranque                     | Andreas Letz · Alemanha Oriental      | 120,0 kg          | Anton Kodzhabashev · Bulgária       | 117,5 kg          | Nikolay Zakharov · União Soviética          | 117,5 kg          |
| Arremesso                    | Anton Kodzhabashev · Bulgária         | 155,0 kg          | Andreas Letz · Alemanha Oriental    | 152,5 kg          | Nikolay Zakharov · União Soviética          | 147,5 kg          |
| Total                        | Anton Kodzhabashev · Bulgária         | 272,5 kg          | Andreas Letz · Alemanha Oriental    | 272,5 kg          | Nikolay Zakharov · União Soviética          | 265,0 kg          |
| Pena (até 60 kg)             |                                       |                   |                                     |                   |                                             |                   |
| Arranque                     | Beloslav Manolov · Bulgária           | 132,5 kg          | Yurik Sarkisyan · União Soviética   | 130,0 kg          | Wiesław Pawluk · Polónia                    | 127,5 kg          |
| Arremesso                    | Beloslav Manolov · Bulgária           | 170,0 kg          | Yurik Sarkisyan · União Soviética   | 165,0 kg          | Andreas Behm · Alemanha Oriental            | 157,5 kg          |
| Total                        | Beloslav Manolov · Bulgária           | 302,5 kg          | Yurik Sarkisyan · União Soviética   | 295,0 kg          | Andreas Behm · Alemanha Oriental            | 282,5 kg          |
| Leve (até 67,5 kg)           |                                       |                   |                                     |                   |                                             |                   |
| Arranque                     | Daniel Senet · França                 | 150,0 kg          | Joachim Kunz · Alemanha Oriental    | 150,0 kg          | Mincho Pashov · Bulgária                    | 147,5 kg          |
| Arremesso                    | Joachim Kunz · Alemanha Oriental      | 190,0 kg          | Mincho Pashov · Bulgária            | 182,5 kg          | Karl-Heinz Radschinsky · Alemanha Ocidental | 175,0 kg          |
| Total                        | Joachim Kunz · Alemanha Oriental      | 340,0 kg          | Mincho Pashov · Bulgária            | 330,0 kg          | Daniel Senet · França                       | 320,0 kg          |
| Médio (até 75 kg)            |                                       |                   |                                     |                   |                                             |                   |
| Arranque                     | Yanko Rusev · Bulgária                | 157,5 kg          | Aleksandr Pervy · União Soviética   | 155,0 kg          | Jürgen Negwer · Alemanha Ocidental          | 150,0 kg          |
| Arremesso                    | Yanko Rusev · Bulgária                | 202,5 kg          | Aleksandr Pervy · União Soviética   | 202,5 kg          | Hermann Kubenka · Alemanha Oriental         | 190,0 kg          |
| Total                        | Yanko Rusev · Bulgária                | 360,0 kg          | Aleksandr Pervy · União Soviética   | 357,5 kg          | Jürgen Negwer · Alemanha Ocidental          | 340,0 kg          |
| Pesado-ligeiro (até 82,5 kg) |                                       |                   |                                     |                   |                                             |                   |
| Arranque                     | Yurik Vardanyan · União Soviética     | 170,0 kg          | Asen Zlatev · Bulgária              | 170,0 kg          | Janusz Alchimowicz · Polónia                | 160,0 kg          |
| Arremesso                    | Yurik Vardanyan · União Soviética     | 222,5 kg          | Dušan Poliačik · Tchecoslováquia    | 210,0 kg          | Asen Zlatev · Bulgária                      | 202,5 kg          |
| Total                        | Yurik Vardanyan · União Soviética     | 392,5 kg          | Asen Zlatev · Bulgária              | 372,5 kg          | Dušan Poliačik · Tchecoslováquia            | 367,5 kg          |
| Meio-pesado (até 90 kg)      |                                       |                   |                                     |                   |                                             |                   |
| Arranque                     | Blagoy Blagoev · Bulgária             | 185,0 kg          | Yury Zakharevich · União Soviética  | 180,0 kg          | Andrzej Piotrowski · Polónia                | 167,5 kg          |
| Arremesso                    | Blagoy Blagoev · Bulgária             | 220,0 kg          | Yury Zakharevich · União Soviética  | 217,5 kg          | Lubomir Usherov · Bulgária                  | 212,5 kg          |
| Total                        | Blagoy Blagoev · Bulgária             | 405,0 kg          | Yury Zakharevich · União Soviética  | 397,5 kg          | Lubomir Usherov · Bulgária                  | 380,0 kg          |
| Pesado I (até 100 kg)        |                                       |                   |                                     |                   |                                             |                   |
| Arranque                     | Viktor Sots · União Soviética         | 182,5 kg          | András Hlavati · Hungria            | 177,5 kg          | Bruno Matykiewicz · Tchecoslováquia         | 175,0 kg          |
| Arremesso                    | Viktor Sots · União Soviética         | 225,0 kg          | Veselin Osikovski · Bulgária        | 217,5 kg          | Bruno Matykiewicz · Tchecoslováquia         | 217,5 kg          |
| Total                        | Viktor Sots · União Soviética         | 407,5 kg          | Bruno Matykiewicz · Tchecoslováquia | 392,5 kg          | Veselin Osikovski · Bulgária                | 387,5 kg          |
| Pesado II (até 110 kg)       |                                       |                   |                                     |                   |                                             |                   |
| Arranque                     | Vyacheslav Klokov · União Soviética   | 185,0 kg          | Valery Kravchuk · União Soviética   | 180,0 kg          | Plamen Asparukhov · Bulgária                | 180,0 kg          |
| Arremesso                    | Valery Kravchuk · União Soviética     | 235,0 kg          | Anton Baraniak · Tchecoslováquia    | 227,5 kg          | Plamen Asparukhov · Bulgária                | 225,0 kg          |
| Total                        | Valery Kravchuk · União Soviética     | 415,0 kg          | Vyacheslav Klokov · União Soviética | 410,0 kg          | Plamen Asparukhov · Bulgária                | 405,0 kg          |
| Superpesado (+ 110 kg)       |                                       |                   |                                     |                   |                                             |                   |
| Arranque                     | Anatoly Pisarenko · União Soviética   | 187,5 kg          | Rudolf Strejček · Tchecoslováquia   | 187,5 kg          | Antonio Krastev · Bulgária                  | 185,0 kg          |
| Arremesso                    | Anatoly Pisarenko · União Soviética   | 237,5 kg          | Senno Salzwedel · Alemanha Oriental | 237,5 kg          | Tadeusz Rutkowski · Polónia                 | 232,5 kg          |
| Total                        | Anatoly Pisarenko · União Soviética   | 425,0 kg          | Senno Salzwedel · Alemanha Oriental | 417,5 kg          | Tadeusz Rutkowski · Polónia                 | 415,0 kg          |

## Quadro de medalhas
Quadro de medalhas no total combinado
| Ordem | País               | Medalha de ouro | Medalha de prata | Medalha de bronze | Total |
| ----- | ------------------ | --------------- | ---------------- | ----------------- | ----- |
| 1     | União Soviética    | 5               | 4                | 1                 | 10    |
| 2     | Bulgária           | 4               | 2                | 3                 | 9     |
| 3     | Alemanha Oriental  | 1               | 2                | 1                 | 4     |
| 4     | Tchecoslováquia    | 0               | 1                | 1                 | 2     |
| 4     | Polónia            | 0               | 1                | 1                 | 2     |
| 6     | França             | 0               | 0                | 1                 | 1     |
| 6     | Hungria            | 0               | 0                | 1                 | 1     |
| 6     | Alemanha Ocidental | 0               | 0                | 1                 | 1     |
| Total | Total              | 10              | 10               | 10                | 30    |